# 宝应 (年号)
寳應（762年四月—763年七月）是唐肅宗的第四個年號，共计2年。
宝应元年四月十六日乙丑改元，并恢复寅正。（参看上元）。四月二十日唐代宗即位沿用。

## 改元
- 元年——四月十六日，改元寶應元年；十八日，唐肅宗崩；二十日，唐代宗繼位。[2][3][4]
- 寶應二年——七月十一日，改元廣德元年。[5][6][7]

## 典故
唐肃宗上元三年四月十六日（762年5月14日），因女尼姑真如于安宜县境内获八宝，献于唐肃宗，唐肃宗取胜宝应真之意，遂改年号为宝应，同时改县名为宝应县。

## 大事記
杜佑《通典》载，宝应初，杜环归国。环以怛罗斯之役（751）被俘，十余载游历，乘商舶抵广州。环著有《经行记》，现逸失，独杜佑所引得传，记录阿拔斯王朝及中亚各地域地理风俗文化宗教，属汉文最早记录。

## 逝世
- 寶應元年
  - 唐玄宗
  - 唐肅宗

## 紀年
| 寳應 | 元年  | 二年  |
| ---- | ----- | ----- |
| 公元 | 762年 | 763年 |
| 干支 | 壬寅  | 癸卯  |

## 同期存在的其他政权年号
- 中國
  - 显圣（761年－763年）：安史之亂—史朝義年號
  - 宝胜（762年－763年）：唐朝時期—領袖袁晁之年號
  - 大興（738年－794年）：渤海—渤海文王大钦茂之年號
  - 赞普钟（752年－768年）：南诏—領袖阁罗凤之年號
- 日本
  - 天平宝字（757年－765年）：奈良時代—孝謙天皇、淳仁天皇、稱德天皇之年號

## 參看
- 中國年號索引

## 文內注釋
1. ↑  李崇智，《中國歷代年號考》，第102頁。
2. ↑  劉昫.  . 维基文库.「〔壬寅年建巳月〕乙丑，詔皇太子監國。又曰：『上天降寶，獻自楚州，因以體元，葉乎五紀。其元年宜改為寶應，建巳月為四月，餘月並依常數，仍依舊以正月一日為歲首。』」
3. ↑  歐陽脩.  . 维基文库.「〔寶應元年建巳月〕乙丑，皇太子監國。大赦，改元年為寶應元年，復以正月為歲首，建巳月為四月。」
4. ↑  司馬光.  . 维基文库.「〔寶應元年建巳月〕甲子，制改元；復以建寅爲正月，月數皆如其舊；赦天下。……丁卯，上崩。……己巳，代宗即位。」
5. ↑  劉昫.  . 维基文库.「〔寶應二年七月〕壬子，御宣政殿宣制，改元曰廣德，大赦天下，常赦不原者咸赦除之。」
6. ↑  歐陽脩.  . 维基文库.「〔廣德元年七月〕壬子，大赦，改元。」
7. ↑  司馬光.  . 维基文库.「廣德元年秋，七月，壬寅，群臣上尊號曰寶應元聖文武孝皇帝。壬子，赦天下，改元。」
8. ↑  後晉·張昭、賈緯等，《旧唐书》（卷40）：“肃宗上元三年建巳月，于此县得定国宝十三枚，因改元宝应，仍改安宜为宝应。”